# Identification
Identification – debiutancki album studyjny szwedzkiego piosenkarza Benjamina Ingrosso. Wydawnictwo ukazało się 28 września 2018 nakładem wytwórni muzycznej TEN.
Album zadebiutował na 1. miejscu oficjalnej szwedzkiej liście sprzedaży i otrzymał złoty certyfikat za sprzedaż w nakładzie przekraczającym 20 tysięcy kopii.
Identification był promowany trzema singlami: „Dance You Off”, „I Wouldn’t Know” i „Behave”.

## Lista utworów
Opracowano na podstawie materiału źródłowego.
| Nr  | Tytuł utworu                                       | Słowa                                                    | Muzyka                 | Długość |
| --- | -------------------------------------------------- | -------------------------------------------------------- | ---------------------- | ------- |
| 1.  | „Behave”                                           | Benjamin Ingrosso, Erik Hassle, James Wong, Madison Love | Gladius                | 3:20    |
| 2.  | „I Wouldn’t Know”                                  | Ingrosso, Noah Conrad, Anika Wells, Jake Torrey          | Conrad, Omega          | 2:58    |
| 3.  | „I’ll Be Fine Somehow”                             | Ingrosso, Andreas Schuller, Maureen McDonald             | Axident                | 3:03    |
| 4.  | „So Good So Fine When You’re Messing with My Mind” | Ingrosso, Hampus Lindvall, Rollo Spreckley               | Hampus                 | 2:58    |
| 5.  | „Spotlights”                                       | Ingrosso, Conrad, Alma Goodman, Parker James             | Conrad                 | 2:35    |
| 6.  | „No Sleep”                                         | Ingrosso, Torrey, Nick Long                              | Fernando, Omega        | 2:56    |
| 7.  | „Love Songs”                                       | Ingrosso, Torrey, Long                                   | Fernando, Omega        | 3:15    |
| 8.  | „Good Intentions”                                  | Ingrosso, Lindvall, Sam Fisher                           | Hampus                 | 3:27    |
| 9.  | „All I See Is You”                                 | Ingrosso, Lindvall, Didrik Franzén, Valentin Brunel      | Kungs, Franzén, Hampus | 2:30    |
| 10. | „If This Bed Could Talk”                           | Ingrosso, K. Nita                                        | Ingrosso, Nita, Hampus | 4:10    |
| 11. | „Dance You Off”                                    | Ingrosso, Nita, Louis Schoorl, Marco Borrero             | Schoorl, Mag           | 3:03    |
| 12. | „Happiness”                                        | Ingrosso                                                 | Hampus                 | 1:54    |
|     |                                                    |                                                          |                        | 36:09   |

| Identification – Wersja Deluxe (2019) | Identification – Wersja Deluxe (2019)              | Identification – Wersja Deluxe (2019)                    | Identification – Wersja Deluxe (2019) | Identification – Wersja Deluxe (2019) |
| Nr                                    | Tytuł utworu                                       | Słowa                                                    | Muzyka                                | Długość                               |
| ------------------------------------- | -------------------------------------------------- | -------------------------------------------------------- | ------------------------------------- | ------------------------------------- |
| 1.                                    | „Behave”                                           | Benjamin Ingrosso, Erik Hassle, James Wong, Madison Love | Gladius                               | 3:20                                  |
| 2.                                    | „I Wouldn’t Know”                                  | Ingrosso, Noah Conrad, Anika Wells, Jake Torrey          | Conrad, Omega                         | 2:58                                  |
| 3.                                    | „I’ll Be Fine Somehow”                             | Ingrosso, Andreas Schuller, Maureen McDonald             | Axident                               | 3:03                                  |
| 4.                                    | „So Good So Fine When You’re Messing with My Mind” | Ingrosso, Hampus Lindvall, Rollo Spreckley               | Hampus                                | 2:58                                  |
| 5.                                    | „Spotlights”                                       | Ingrosso, Conrad, Alma Goodman, Parker James             | Conrad                                | 2:35                                  |
| 6.                                    | „No Sleep”                                         | Ingrosso, Torrey, Nick Long                              | Fernando, Omega                       | 2:56                                  |
| 7.                                    | „Love Songs”                                       | Ingrosso, Torrey, Long                                   | Fernando, Omega                       | 3:15                                  |
| 8.                                    | „Good Intentions”                                  | Ingrosso, Lindvall, Sam Fisher                           | Hampus                                | 3:27                                  |
| 9.                                    | „All I See Is You”                                 | Ingrosso, Lindvall, Didrik Franzén, Valentin Brunel      | Kungs, Franzén, Hampus                | 2:30                                  |
| 10.                                   | „If This Bed Could Talk”                           | Ingrosso, K. Nita                                        | Ingrosso, Nita, Hampus                | 4:10                                  |
| 11.                                   | „Dance You Off”                                    | Ingrosso, Nita, Louis Schoorl, Marco Borrero             | Schoorl, Mag                          | 3:03                                  |
| 12.                                   | „Happiness”                                        | Ingrosso                                                 | Hampus                                | 1:54                                  |
| 13.                                   | „Tror du att han bryr sig” (oraz Felix Sandman)    | Ingrosso, Lindvall                                       | Tross                                 | 2:53                                  |
| 14.                                   | „1989”                                             | Ingrosso, Robert Habolin                                 | Ingrosso, Habolin                     | 3:07                                  |
| 15.                                   | „Fancy”                                            | Ingrosso, James, Timothy Caifeldt                        | Sam Crow                              | 3:16                                  |
|                                       |                                                    |                                                          |                                       | 45:25                                 |

## Pozycja na liście sprzedaży
| Kraj     | Lista (2018)  | Najwyższa pozycja |
| -------- | ------------- | ----------------- |
| Norwegia | Top 40 Albums | 18                |
| Szwecja  | Top 60 Albums | 1                 |

| Kraj    | Lista (2018)  | Pozycja |
| ------- | ------------- | ------- |
| Szwecja | Top 60 Albums | 45      |
| Szwecja | Lista (2019)  | Pozycja |
| Szwecja | Top 60 Albums | 48      |

## Certyfikat
| Kraj          | Certyfikat  | Sprzedaż |
| ------------- | ----------- | -------- |
| Szwecja (GLF) | złota płyta | 20 000+  |